# A Way Out
A Way Out is een actiespel uit 2018 ontwikkeld door Hazelight Studios en uitgebracht door Electronic Arts. Het spel heeft geen singleplayer optie; het is alleen te spelen met twee personen. Dit kan online of lokaal gedaan worden. Het spelen gebeurt door middel van split screen. Het spel is uitgekomen voor Windows, PlayStation 4 en Xbox One. Het spel werd ruim een miljoen keer verkocht in de eerste twee weken.

## Spel
A Way Out is een computerspel dat gespeeld wordt vanuit het perspectief van een derde persoon. Het is ontworpen als coöperatieve multiplayer op een gedeeld scherm, wat betekent dat het met een andere speler moet worden gespeeld door middel van lokaal of online spelen. In het spel besturen spelers Leo en Vincent, twee veroordeelde gevangenen die uit de gevangenis moeten breken en op de vlucht voor de autoriteiten blijven. Omdat het verhaal van beide protagonisten tegelijkertijd wordt verteld, is hun voortgang mogelijk niet gesynchroniseerd, wat ertoe kan leiden dat één speler zijn personage kan besturen, terwijl een ander een tussenfilmpje bekijkt. Spelers moeten met elkaar samenwerken om vooruitgang te boeken, en elke situatie kan anders worden benaderd, waarbij beide personages een andere rol spelen. Tijdens een ontsnappingscène in de gevangenis moet een speler bijvoorbeeld de bewaker afleiden, terwijl een andere speler een hulpmiddel moet vinden om te helpen ontsnappen. Deze rollen staan niet vast, dus Leo en Vincent kunnen hun rollen steeds verwisselen. Spelers kunnen communiceren met niet-speelbare personages (NPC) en er is keuze uit verschillende dialoogopties.

## Ontvangst
Het spel is positief ontvangen en krijgt op aggregatiewebsite Metacritic een gemiddelde score van 7,9. XGN noemt het een uniek spel met gebreken, en geeft het spel een score van 7.